# Hokej na lodzie na Zimowym Olimpijskim Festiwalu Młodzieży Europy 2023
Mecze turnieju hokeja na lodzie na Zimowym Olimpijskim Festiwalu Młodzieży Europy 2023 odbywać się będą w dniach 22 - 27 stycznia 2023. Spotkania będą rozgrywane w dwóch halach: Fiera di Udine w Udine (turniej chłopców) i Eissportarena (turniej dziewcząt) w Spittal an der Drau. W męskiej rywalizacji weźmie udział 6 reprezentacji, a w kobiecej – 8.

## Zestawienie medalistów
| Konkurencja       | Mistrz EYOF 2022 |            |          |           |
| ----------------- | ---------------- | ---------- | -------- | --------- |
| Turniej dziewcząt | Czechy           | Czechy     | Słowacja | Finlandia |
| Turniej chłopców  | Finlandia        | Szwajcaria | Łotwa    | Finlandia |

## Klasyfikacja medalowa
| Miejsce | Reprezentacja | Złoto | Srebro | Brąz | Razem |
| ------- | ------------- | ----- | ------ | ---- | ----- |
| 1       | Szwajcaria    | 1     | 0      | 0    | 1     |
| 1       | Czechy        | 1     | 0      | 0    | 1     |
| 3       | Słowacja      | 0     | 1      | 0    | 1     |
| 3       | Łotwa         | 0     | 1      | 0    | 1     |
| 5       | Finlandia     | 0     | 0      | 2    | 2     |
| Razem   | Razem         | 2     | 2      | 2    | 6     |